# Telekon
A Telekon Gary Numan brit zenész negyedik, 1980-ban megjelent  nagylemeze, és a második stúdióalbum, amelyik a saját neve alatt látott napvilágot, annak ellenére, hogy ezt is első jelentős zenekarával, a Tubeway Army-val együtt készítette. A brit slágerlistákon az élre került.

## Története
A Telekon a harmadik és utolsó stúdióalbum, amit Numan utóbb „gépkorszaka” termékének nevezett (a Replicas és a The Pleasure Principle mellett). Ez volt az utolsó album, melyen a basszusgitáros Paul Gardiner közreműködött.
Az előző, főleg Moog szintetizátorokra épülő The Pleasure Principle-lel ellentétben, a Telekon dalai újra bővében voltak a gitároknak, de a szintetizátorok köre is bővült (a Moog-ok mellett nagyobb lett a szerepe a Roland Jupiter-4-ének, a nem kevésbé híres Prophet-5-nek és emellett más Roland, ARP és Yamaha termékeknek).
Zeneileg, hangulatilag igen változatos album, gyors (I'm an Agent), lassú (Sleep by Windows), dallamos (I Dream of Wires) és minimalista (Telekon, Remember I Was Vapour) dalok egyaránt megtalálhatóak rajta.
A dalszövegek egy részében megmaradtak a disztópikus és sci-fi-témák (I Dream of Wires, Telekon), más, nagyobb részük a hirtelen népszerűség és a jobbára ellenséges zenekritika okozta konfliktusokró szól (I Die, You Die, Remind Me to Smile, We Are Glass, Please Push No More).
A nagylemezt két kislemez/videóklip előzte meg (We Are Glass, I Die: You die), ezek eredetileg, a nagylemez brit kiadásán nem voltak rajta (később, az USA-beli és ausztrál kiadásokon a Sleep by Windows c. dalt az I Die: You Die helyettesítette). A korai angliai kiadásokhoz, korlátozott példányszámban, egy 45 rps-es kislemezt is mellékeltek (a Remember I Was Vapour és az On Broadway) c. dalokkal. A végső kiadásból kimaradt az A Game Called 'Echo'  c. szerzemény. Azonban mindezen dalok a későbbi, különféle CD-újrakiadásokon általában mind szerepeltek.
Több dal a kiadás előtt rendszeres szereplője volt a koncerteknek, így pl. a Remember I Was Vapour a 'The Touring Principle' c. körút angliai része során 1979 vége felé, tehát már egy évvel a kiadás előtt, továbbá a We Are Glass, az  I Die: You Die és a  Remind Me to Smile 1980 áprilisától..

## Dalok listája
1. "This Wreckage" – 5:26
2. "The Aircrash Bureau" – 5:41
3. "Telekon" – 4:29
4. "Remind Me to Smile" – 4:03
5. "Sleep by Windows" – 4:58
6. "We Are Glass"* – 4:47
7. "I'm an Agent" – 4:19
8. "I Dream of Wires" – 5:10
9. "Remember I Was Vapour" – 5:11
10. "Please Push No More" – 5:39
11. "The Joy Circuit" – 5:12
12. "I Die: You Die"* – 3:47
13. "A Game Called 'Echo'"* – 5:06
14. "Photograph"* – 2:43
15. "Down in the Park" (Piano Version)* – 2:27
16. "Trois Gymnopédies (1st Movement)"* – 4:15

- (A CD bónuszdalok csillaggal jelölve).

A dalok szerzője Gary Numan, kivéve a következő instrumentális szerzeményt: "Trois Gymnopédies" (amely Erik Satie-től való).

## Közreműködők
- Gary Numan - ének, Minimoog, Polymoog, ARP Pro Soloist, Roland Jupiter-4, Sequential Circuits Prophet-5, Yamaha CP-30, Roland CR-78, Synare, gitár, Piano
- Paul Gardiner - basszus, háttérvokál
- Cedric Sharpley - dob és más ütőshangszerek, háttérvokál
- Chris Payne - Viola, zongora, Minimoog, Polymoog, háttérvokál
- Rrussell Bell - gitár, hegedű, ütőshangszerek, háttérvokál
- Denis Haines - Prophet-5, zongora, ARP Pro Soloist, Yamaha CP-30, fúvósok, háttérvokál
- John Webb, James Freud, Simple Minds: taps